# Apenninen-Sonnenröschen
Das Apenninen-Sonnenröschen (Helianthemum apenninum) ist ein Angehöriger der Zistrosengewächse (Cistaceae).

## Beschreibung

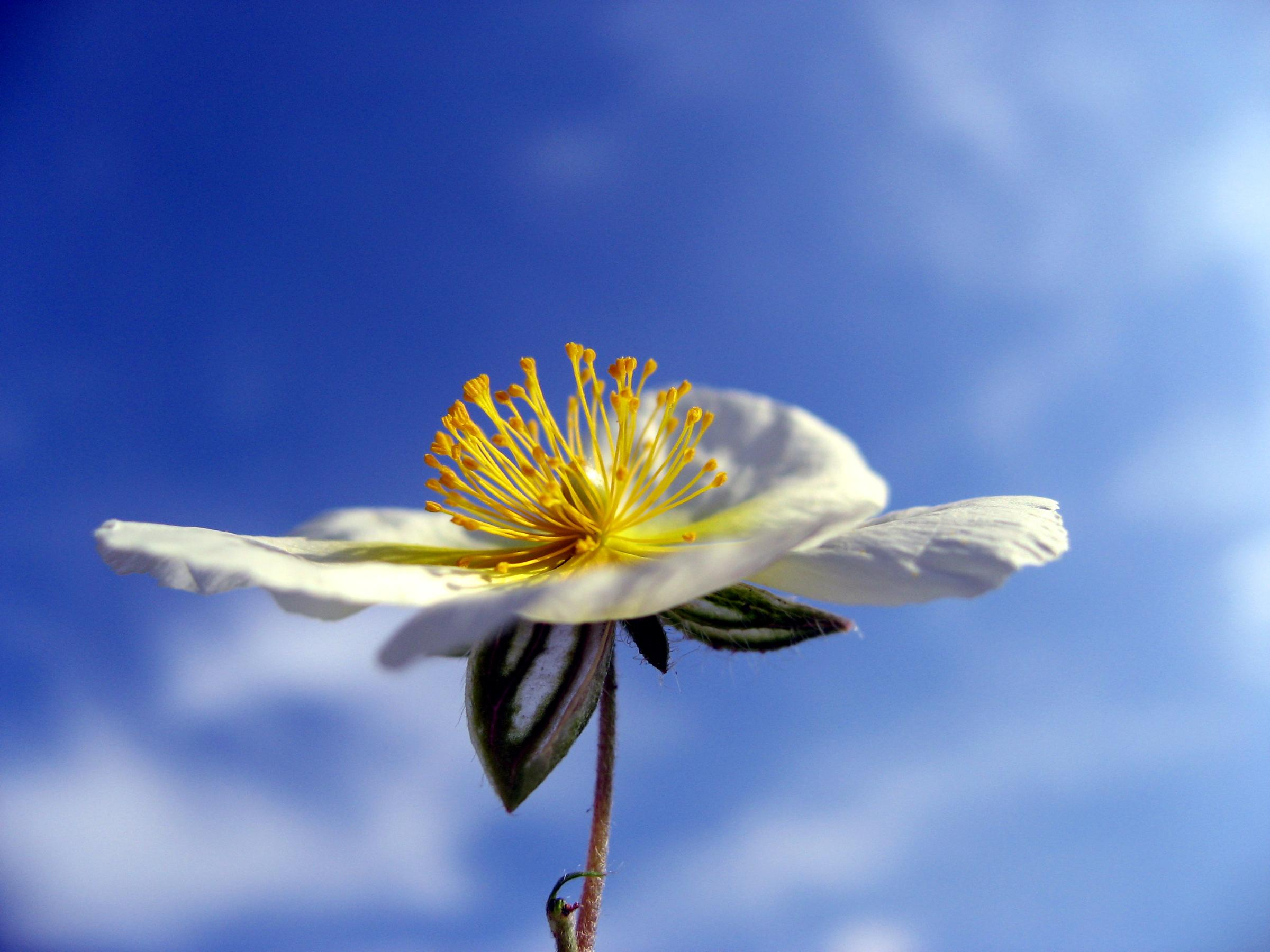
Blüte von der Seite

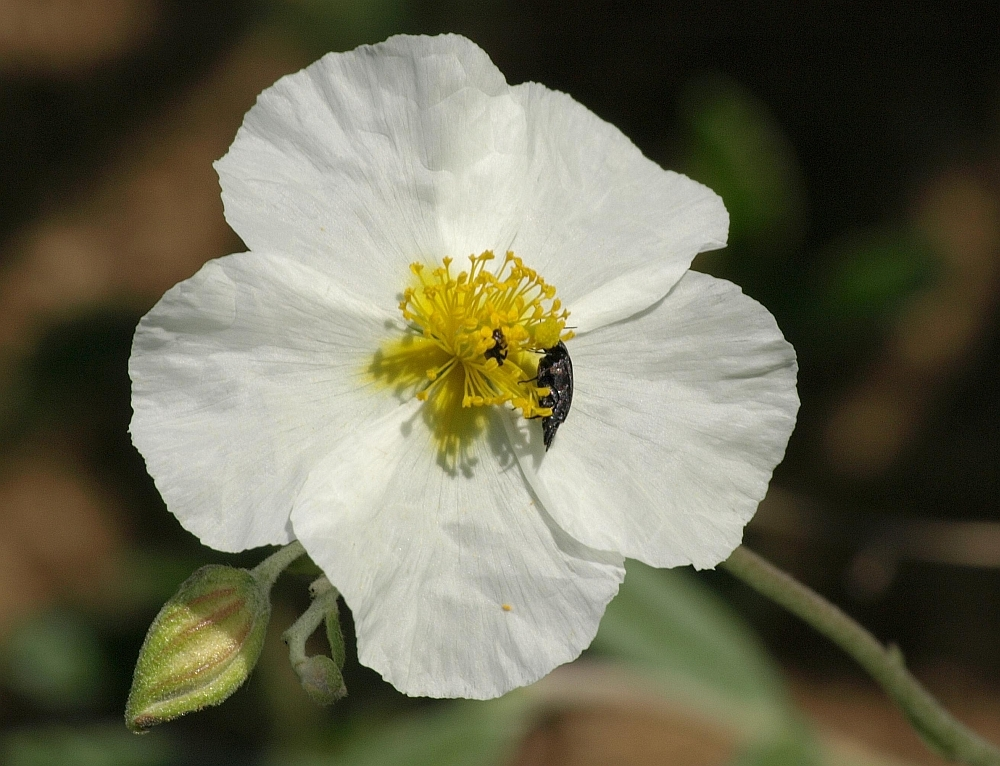
Radiärsymmetrische Blüte von oben

Das Apenninen-Sonnenröschen ist in Bezug auf die Größe aller Pflanzenteile, den Wuchs und die Behaarung (Indument) sehr veränderlich.

### Erscheinungsbild und Blatt
Das Apenninen-Sonnenröschen wächst als Halbstrauch und erreicht Wuchshöhen von 10 bis 30 Zentimetern. Die Äste sind meist aufrecht oder aufsteigend und sind anliegend filzig behaart. Die Laubblätter sind bei einer Länge von 8 bis 30 Millimetern sowie einer Breite von 1 bis 6 Millimetern lineal-lanzettlich bis eilanzettlich. Der Blattrand ist mehr oder weniger zurückgerollt. Die Blattunterseite ist durch dichte, sternförmige Büschelhaare weißfilzig und die -oberseite ist durch lockere Behaarung mehr oder weniger graufilzig (Trichom). Die Nebenblätter sind lineal-lanzettlich, spitz und ungefähr 0,25 mal so lang wie die Laubblätter.

### Blütenstand, Blüte und Frucht
Die Blütezeit reicht von Mai bis Juli. Drei bis zehn Blüten stehen in endständigen, einfachen, lockeren Wickeln zusammen.
Die zwittrigen Blüten sind radiärsymmetrisch mit doppelter Blütenhülle. Die inneren Kelchblätter sind bei einer Länge von 5 bis 10 Millimetern eiförmig mit stumpfem oberen Ende und dicht kurzfilzig. Die äußeren Kelchblätter sind lineal-lanzettlich, stumpf und etwa 0,3-mal so lang wie die inneren. Die freien, weißen Kronblätter sind 8 bis 15 Millimeter lang und am Grunde zitronengelb gefärbt. Der Griffel ist ziemlich lang, am Grund knieförmig gebogen, fädlich und gegen die Spitze verdickt.
Die Kapselfrucht ist behaart und dreikantig-eikugelig.

### Chromosomensatz
Die Chromosomenzahl beträgt 2n = 20.

## Ökologie
Das Apenninen-Sonnenröschen kann bis 90 Zentimeter tief wurzeln. Die Staubfäden älterer Blüten zeigen seismonastische Bewegungen. Beim Aufblühen sind die Staubbeutel alle einwärts gerichtet. Bei Berührung oder leichtem Stoß bewegen sie sich um 45° bis 90° nach auswärts. Dies erfolgt innerhalb weniger (1 bis 5, selten mehr) Sekunden. Die neue Stellung wird etwa 15 Minuten beibehalten, dann setzt eine allmähliche Rückbewegung ein. Dieser Vorgang kann am Tag mehrmals wiederholt werden.

## Vorkommen und Gefährdung
Helianthemum apenninum kommt von Südengland über Frankreich, Deutschland bis ins nördliche Mittelmeergebiet und Kleinasien vor. Es ist ein westmediterran-atlantisches Florenelement. Das Apenninen-Sonnenröschen kommt in Mitteleuropa sehr selten vor.
In Österreich fehlt das Apenninen-Sonnenröschen gänzlich. In der Schweiz ist es sehr selten im südlichen Tessin zu finden. Das Apenninen-Sonnenröschen ist in Deutschland sehr selten; so findet man es nur im südlichen Sachsen-Anhalt, in Nordthüringen, Unterfranken und Rheinhessen.
Das Apenninen-Sonnenröschen wächst auf Kalktrockenrasen. Es gedeiht am besten auf warmen, steinigen Lehmböden oder Fels. Es ist in Mitteleuropa eine Charakterart des Verbandes Xerobromion, kommt aber auch in Gesellschaften des Verbands Mesobromion vor. Es steigt im Tessin bis 880 Meter, in Südspanien bis 1000 Meter Meereshöhe und in Südtirol bei Kurtatsch sogar bis 1750 Meter auf.
Die ökologischen Zeigerwerte nach Landolt et al. 2010 sind in der Schweiz: Feuchtezahl F = 1 (sehr trocken), Lichtzahl L = 4 (hell), Reaktionszahl R = 4 (neutral bis basisch), Temperaturzahl T = 4+ (warm-kollin), Nährstoffzahl N = 1 (sehr nährstoffarm), Kontinentalitätszahl K = 2 (subozeanisch), Salztoleranz 1 = tolerant.
Gefährdung in Deutschland: Kategorie 3 = gefährdet. Die Art ist nach BartSchV  besonders geschützt !